# Moyuta

Moyuta é uma cidade da Guatemala do departamento de Jutiapa.